# Frente naval en la invasión rusa de Ucrania

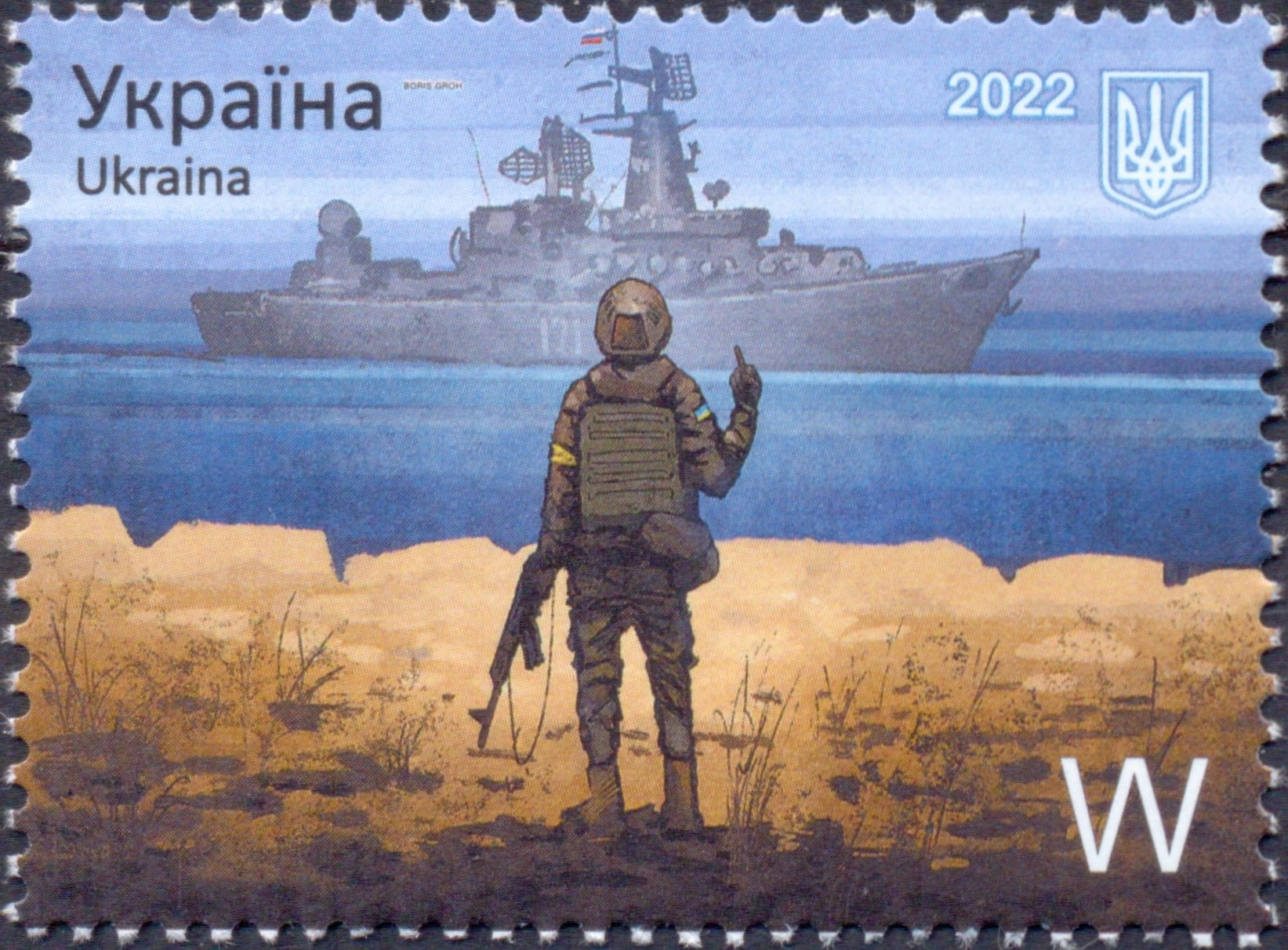
Sello postal ucraniano, que representa a un soldado ucraniano señalando con el dedo al crucero ruso Moskvá, emitido dos días antes de que se hundiera.

La guerra naval en la invasión rusa de Ucrania comenzó el 24 de febrero de 2022, cuando las Fuerzas Armadas de Rusia lanzaron una invasión a gran escala de Ucrania, en una importante escalada de la guerra ruso-ucraniana, que comenzó en 2014. La cobertura periodística y la atención de los medios sobre la invasión se han centrado en gran medida en los aspectos terrestres y aéreos del mismo; sin embargo, los enfrentamientos marítimos han tenido consecuencias a lo largo de los enfrentamientos. Las disputas sobre las exportaciones de cereales de Ucrania a través del Mar Negro también han desempeñado un papel importante.

## Cronología

### 2022
El 24 de febrero de 2022 –al comienzo de la invasión– la Agencia Federal Rusa de Transporte Marítimo y de Aguas Interiores anunció la suspensión de la navegación marítima en el Mar de Azov hasta nuevo aviso. El motivo aducido fue el inicio de «operaciones antiterroristas» por parte de la Flota del Mar Negro. Al día siguiente, 25 de febrero, el Departamento Ruso de Navegación y Oceanografía advirtió que la navegación estaba prohibida en el noroeste del Mar Negro al norte de los 45° 21′ debido a las actividades de la Armada de Rusia. La advertencia a la navegación emitida señaló que los barcos y embarcaciones que se encuentren en la zona prohibida serán considerados «amenazas terroristas».
El 28 de febrero, Turquía cerró los estrechos del Bósforo y los Dardanelos a los buques de guerra de cualquier país, como le corresponde en virtud de la Convención de Montreux sobre el tránsito de los estrechos de 1936.
El 3 de marzo de 2022, los marineros del buque insignia de la armada de Ucrania, la fragata Hetman Sahaidachny, la hundieron en el puerto de Mikoláiv para evitar la captura de ésta en el caso de perder la batalla por la ciudad.
El 22 de marzo de 2022, una lancha patrullera clase Raptor rusa fue alcanzada y dañada por un misil guiado antitanque.

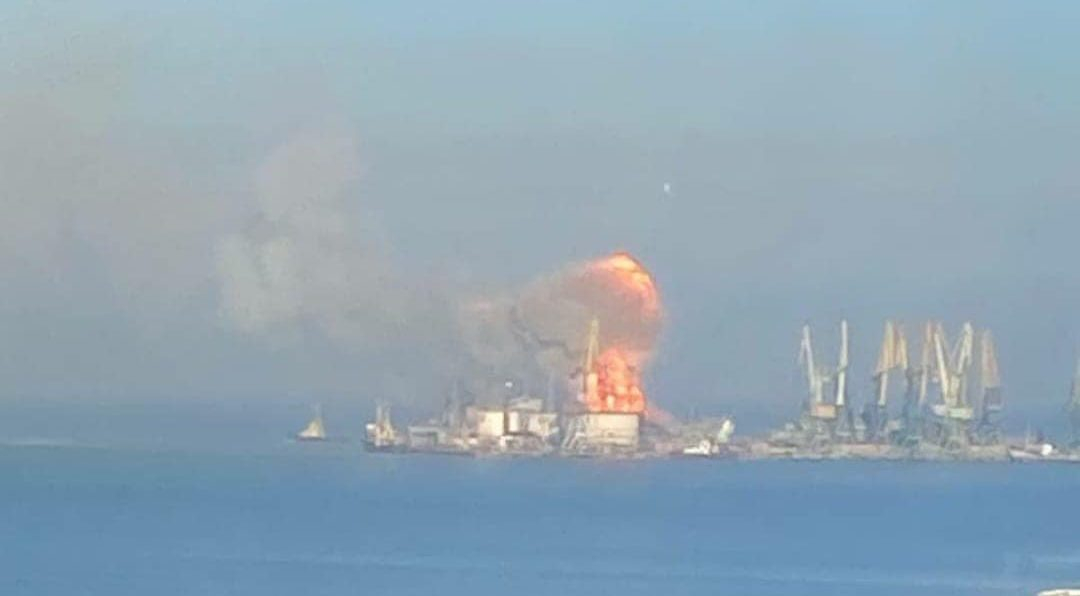
Un buque de guerra ruso en llamas cerca de Berdiansk el 24 de marzo de 2022

El 24 de marzo de 2022, varios barcos atracados en el puerto de Berdiansk, Ucrania, resultaron dañados. El barco de desembarco Sarátov clase Tapir fue destruido. El Tsézar Kunikov y el Novocherkassk zarparon, con fuego y humo saliendo de uno de ellos.
El 3 de marzo de 2022, mientras estaba fondeado, el MV Helt (un buque de carga estonio con bandera panameña) chocó contra una mina flotante en el Mar Negro, al sur de Odesa, Ucrania. El Helt no llevaba ninguna carga en ese momento y, según el ejército ucraniano, se vio obligado a internarse en una zona peligrosa del Mar Negro. Los seis tripulantes a bordo lograron escapar y fueron rescatados por las autoridades ucranianas.
Las minas a la deriva se convirtieron en un peligro importante durante las primeras fases de la invasión, y el Comando Marítimo Aliado de la OTAN emitió advertencias sobre los dispositivos y su riesgo para el transporte marítimo.

### 2023

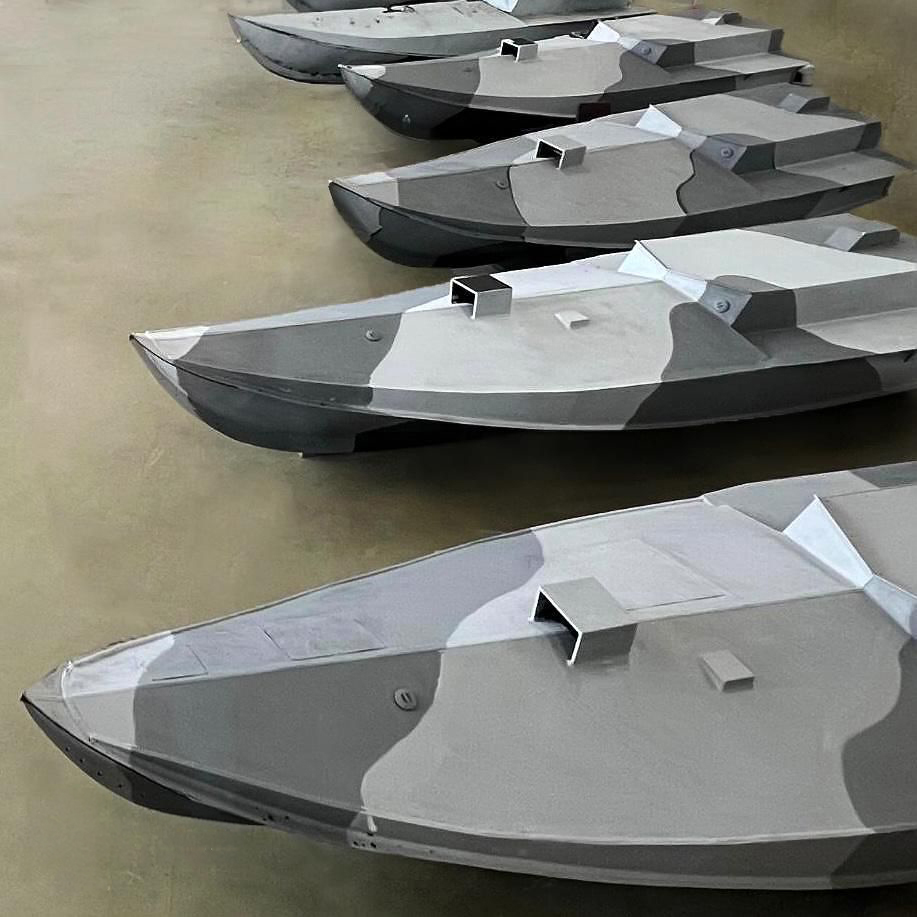
Drones navales ucranianos «Sea Baby» en 2023

Durante la contraofensiva ucraniana de 2023, Ucrania aumentó su uso de drones navales. El 17 de julio de 2023, el Servicio de Seguridad de Ucrania utilizó un dron naval para atacar el puente de Crimea y publicó imágenes del incidente. El 4 de agosto, el Olenegorsky Gornyak fue atacado por drones navales durante la noche, cerca del puerto ruso de Novorossíisk, dejando al barco fuertemente escorado hacia puerto.
El Ministerio de Defensa ruso dijo que tres drones navales ucranianos fueron destruidos los días 1 y 2 de septiembre de 2023, cuando intentaban estrellarse contra el puente de Crimea.
El 11 de septiembre de 2023, la inteligencia militar ucraniana afirmó que las fuerzas especiales habían recuperado varias plataformas de perforación de petróleo y gas frente a la costa de Crimea que habían sido ocupadas y fortificadas por Rusia desde 2015. Entre las instalaciones recuperadas se encuentran las plataformas de las Torres Boiko y las plataformas móviles 'Tavrida' y 'Sívash' tras los enfrentamientos en los que un avión de combate ruso Su-30, según fuentes ucranianas, intentó hundir los barcos de asalto con diversas armas. Inicialmente recibió disparos con «armas de servicio» hasta que, según informes, fue alcanzado por un MANPAD ucraniano, que lo dañó y lo obligó a retirarse. Las fuerzas ucranianas también se incautaron de municiones para helicópteros y un sistema de radar Neva de los lugares.
También en septiembre de 2023, los buques comerciales reanudaron su uso del puerto ucraniano de Odesa sin pedir permiso a Rusia, por primera vez desde que comenzó la invasión.

## Iniciativa de cereales del Mar Negro
La Iniciativa sobre Cereales del Mar Negro estuvo en vigor del 22 de julio de 2022 al 17 de julio de 2023 y garantizó el paso seguro de cereales a través de barcos desde determinados puertos ucranianos.
Tras el final del período durante el cual la Iniciativa de Granos del Mar Negro estuvo en vigor, el Ministerio de Defensa ruso dijo que consideraría que todos los barcos que viajaran a Ucrania transportaban potencialmente carga militar. En la misma declaración, Rusia declaró que las partes sureste y noroeste del Mar Negro eran temporalmente inseguras para la navegación.

## Pérdidas
La Armada de Rusia ha perdido once barcos y submarinos, incluido el Moskvá, el buque insignia de la Flota del Mar Negro, y se ha confirmado que otros cinco han sufrido daños. La Armada de Ucrania ha perdido nueve barcos, otro resultó dañado y diecisiete fueron capturados.
El 26 de diciembre de 2023, la Fuerza Aérea de Ucrania atacó el Novocherkassk , un importante buque de desembarco ruso, mientras estaba atracado en Feodosia, sur de la península de Crimea. El ataque, supuestamente mediante misiles de crucero lanzados desde el aire, provocó múltiples explosiones e incendios, lo que da a entender que las municiones a bordo fueron detonadas por el ataque (Ucrania dijo que el barco había lanzado misiles de crucero contra ciudades ucranianas), las autoridades y los medios rusos confirmaron el ataque. Ucrania dijo que el barco fue destruido y que es poco probable que vuelva a estar en servicio. Aunque las autoridades rusas no confirmaron la pérdida del barco, dijeron que una persona había muerto (otras fuentes indicaron más) y dijeron que dos aviones atacantes fueron derribados. Analistas independientes dijeron que los daños obstaculizan significativamente futuros ataques rusos en la costa ucraniana del Mar Negro.

### Cronología de pérdidas
| Leyenda              |
| -------------------- |
| Ucraniano Ruso Civil |

| Nombre              | Clase        | Tipo                 | Fecha                   | Lugar                  | Notas |
| 2022                | 2022         | 2022                 | 2022                    | 2022                   | 2022 |
| ------------------- | ------------ | -------------------- | ----------------------- | ---------------------- | --- |
| Vinnytsia           | Grisha       | Corbeta              | 24 de febrero de 2022   | Ochákiv                | Hundido el primer día de la invasión. Se encontraba fuera de servicio y se estaba transformando en buque museo en el puerto de Ochákiv, Óblast de Mikoláiv                                        |
| Korets              | Sorum        | Remolcador           | 28 de febrero de 2022   | Berdiansk              | Capturados por fuerzas rusas tras la toma de Berdiansk. |
| Akkerman            | Gyurza-M     | Patrullero           | 28 de febrero de 2022   | Berdiansk              | Capturados por fuerzas rusas tras la toma de Berdiansk. |
| Vishgorod           | Gyurza-M     | Patrullero           | 28 de febrero de 2022   | Berdiansk              | Capturados por fuerzas rusas tras la toma de Berdiansk. |
| Kremenchuk          | Gyurza-M     | Patrullero           | 1 de marzo de 2022      | Mariúpol               | Capturada por fuerzas rusas tras cercar Mariúpol. |
| Lubní               | Gyurza-M     | Patrullero           | 1 de marzo de 2022      | Mariúpol               | Hundida por ataques rusos en el sitio de Mariúpol. Más tarde reflotada por las fuerzas rusas. |
| Hetman Sahaidachny  | Krivak       | Fragata              | 3 de marzo de 2022      | Mikoláiv               | Hundida por su propia tripulación para evitar convertirla en trofeo de guerra. |
| Slóviansk           | Island       | Patrullero           | 3 de marzo de 2022      | Odesa                  | El 6 de marzo se reportó que el Slóviansk debió ser hundido mientras patrullaba la ruta Odesa-Chornomorsk-Yuzhne por el alcance de un misil Kh-31. Sus 16 tripulantes constan como desaparecidos. |
| Sarátov             | Alligator    | Anfibio              | 24 de marzo de 2022     | Berdiansk              | Hundido tras presentar fuego en su cubierta y poner en peligro los buques Tsezar Kunikov y Novocherkassk, anclados a su lado. Más tarde remolcado a Kerch.                                        |
| Stanislav           | Centaur      | FAC                  | 7 de mayo de 2022       | Isla de las Serpientes | Primer buque de su clase en pruebas al iniciarse la invasión. Asignado por necesidad militar. Hundido en la campaña de la isla de las Serpientes.                                                 |
| - (No identificado) | Serna        | Lancha de desembarco | 7 de mayo de 2022       | Isla de las Serpientes | Hundido tras ser alcanzado por un Bayraktar TB2 ucraniano en la campaña de la isla de las Serpientes.                                                                                             |
| Veliky Ustyug       | Slava        | Corbeta              | 17 de junio de 2022     | Desconocido            | Visto en junio de 2022 remolcado por el Volga tras ser dañado gravemente durante la invasión. |
| Vasily Bekh         | Pr. 22870    | Remolcador           | 17 de junio de 2022     | Mar Negro              | Hundido tras ser alcanzado por dos misiles Harpoon RGM-84 cuando se encontraba en ruta a la isla de las Serpientes.                                                                               |
| Geníchesk           | Yevgenya     | Dragaminas           | sin fecha exacta        | Mar Negro              | Hundido en algún momento entre el 24 de febrero y el 24 de agosto de 2022. |
| 2023                |              |                      |                         |                        | |
| Moskvá              | Slava        | Crucero lanzamisiles | 13 de abril de 2023     | Feodosia               | Hundido tras ser alcanzado por misiles antibuque Neptuno. Buque más grande hundido tras la Segunda Guerra Mundial.                                                                                |
| - (No identificado) | PO-2         | Bote fluvial         | 17 de abril de 2023     | Dniéper                | Hundido tras ser alcanzado por un ZALA Lancet ruso. |
| Novocherkassk       | Ropucha      | Desembarco           | 26 de diciembre de 2023 | Feodosia               | Hundido tras ser alcanzado por, según las fuentes, misiles de crucero o vehículos aéreos no tripulados ucranianos en el puerto de Feodosia.                                                       |
| 2024                |              |                      |                         |                        | |
| Ivanovets           | Tarantul     | Corbeta              | 1 de febrero de 2024    | Donuzlav               | Hundido tras ser atacado por drones marinos MAGURA V5 ucranianos. |
| Tsézar Kunikov      | Ropucha      | Desembarco           | 14 de febrero de 2024   | Crimea                 | Hundido tras ser atacado por drones marinos MAGURA V5 ucranianos mientras navegaba por la costa de Crimea.                                                                                        |
| Serguéi Kótov       | Vasili Bíkov | Patrullero           | 5 de marzo de 2024      | Kerch                  | Hundido tras ser alcanzado por drones marinos MAGURA V5 cerca del estrecho de Kerch. |